# Otto Berg (Leichtathlet)
Otto Berg (* 24. August 1906 in Bolsøy, Molde; † 10. April 1991 in Bærum) war ein norwegischer Weitspringer.
Bei den Leichtathletik-Europameisterschaften 1934 in Turin gewann er Silber, und bei den Olympischen Spielen 1936 in Berlin wurde er Zehnter.
Seine persönliche Bestleistung von 7,53 m stellte er am 26. August 1934 in Oslo auf.